# Alida Chelli
Alida Chelli (23 de octubre de 1943 - 14 de diciembre de 2012) fue una cantante y actriz teatral, cinematográfica y televisiva de nacionalidad italiana.

## Biografía
Nacida en Carpi, Italia, su nombre verdadero era Alida Rustichelli. Hija del compositor y director de orquesta Carlo Rustichelli, empezó su carrera de cantante siendo joven, participando en programas televisivos de variedades y en comedias teatrales.
Se dio a conocer con su versión de la canción Sinnò me moro, que se escucha en el film Un maledetto imbroglio (1959), con una banda sonora compuesta por su padre. En los años siguientes el tema llegó a ser un clásico de la canción italiana, y fue grabada por Lando Fiorini y Gabriella Ferri.
En ese período Alida Chelli también grabó el "Se è vero amore", con cubierta de Umberto Iacolucci.
Chelli tuvo numerosas actuaciones, en el cine y en el teatro, en ocasiones también cantando, como en Quando dico che ti amo o en la comedia musical Rugantino, en 1978, trabajando con Enrico Montesano. También actuó en Cyrano en 1979, con Domenico Modugno, y en El diluvio que viene, en 1990 con Johnny Dorelli.
De su matrimonio con el actor Walter Chiari nació Simone Annicchiarico, presentador de televisión. Tras divorciarse, Chelli se casó con el conde Agusta, y posteriormente estuvo ligada un tiempo al presentador Pippo Baudo.
Alida Chelli falleció a causa de un cáncer en Roma, en el Hospital Sant'Eugenio, el 14 de diciembre de 2012. Tenía 69 años de edad.

## Filmografía

### Cine
- 1959: Un maledetto imbroglio, de Pietro Germi
- 1965: Colpo grosso ma non troppo
- 1966: Sono strana gente
- 1967: Quando dico che ti amo
- 1968: ...dai nemici mi guardo io!
- 1969: Gli infermieri della mutua
- 1982: Spaghetti a mezzanotte

### Televisión
- 1961: Rai 1 "Volubile", dirección de Stefano De Stefani.
- 1962: Rai 1 "Il Signore delle 21", con Alida Chelli, Ernesto Calindri y Carlo Dapporto. Dirección de Enzo Trapani.
- 1966: Rai 2 "Aria condizionata", con Alida Chelli, Tino Buazzelli y Umberto Orsini.
- 1969: Rai 2 Geminus, con Walter Chiari, Alida Chelli y Ira Fürstenberg. Dirección de Luciano Emmer.
- 1983: Rai 2 "Ci pensiamo lunedì", con Alida Chelli, Renzo Montagnani y Adele Cossi.
- 1984: Rai 2 "Ci pensiamo lunedì 2", con Alida Chelli, Renzo Montagnani y Tiziana Fiorveluti.
- 1985: Rai 2 "Supersera", con Alida Chelli, Enzo Garinei y Elisabetta Virgili.
- 1982: Rai 2 "GB Show n.1", con Gino Bramieri, Alida Chelli y Pippo Baudo. Dirección de Gino Landi.
- 1988: Rai 1 "GB Show n.7", con Gino Bramieri, Alida Chelli y Paola Quattrini.
- 1990, 1991, 1992: Canale 5 "Casa dolce casa", con Alida Chelli y Gianfranco D'Angelo. Dirección de Beppe Recchia.

## Teatro
- 1961: "De Pretore Vincenzo", con Alida Chelli, Rino Bolognesi, dirección de Eduardo De Filippo.
- 1962/1964: "Buonanotte Bettina", con Walter Chiari. Dirección de Garinei y Giovannini.
- 1964: "La manfrina", con Riccardo Billi, Fiorenzo FIorentini, Gabriella Ferri, Luisa De Santis. Dirección de Franco Enriquez.
- 1972: "Niente sesso siamo inglesi", con Johnny Dorelli, Bice Valori, Paolo Panelli. Dirección de Garinei y Giovannini.
- 1978: "Rugantino", con Aldo Fabrizi, Enrico Montesano, Bice Valori. Dirección de Garinei y Giovannini.
- 1979:  "Cyrano", con Domenico Modugno. Dirección de Daniele D'Anza.
- 1980: "Cielo mio marito", con Gino Bramieri, Marisa Merlini, Franca Valeri. Dirección de Garinei y Giovannini.
- 1990: "Aggiungi un posto a tavola", con Johnny Dorelli. Dirección de Garinei y Giovannini.

## Discografía

### Singles
- 1959: Sinnò me moro/Sospetto (RCA Records N 0943)
- 1960: La dedico a te / Giorni e giorni (RCA Records N 1104)
- 1961: Dalla mia finestra sul cortile/Indovina indovina (RCA Records N 1161)
- 1969: È grande sta città/Beat boat (RCA Original Cast OC 12)
- 1981: Son geloso/So' gelosa (Lupus LUN 4913)
- 1983: Nun ce pensà/Quanno arriva na cert'ora (Polydor Records 810 828-7)
- 1984: Doppio senso doppio amore/Sinnò me moro (Cinevox SC 1174)
- 1985: Che strana, però, Roma di sera/Ma chi ti credi d'esse (Cinevox SC 1184)